# Nehemiah R. Knight

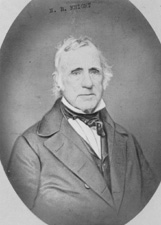
Nehemiah R. Knight

Nehemiah Rice Knight (* 31. Dezember 1780 in Cranston, Rhode Island; † 18. April 1854 in Providence, Rhode Island) war ein US-amerikanischer Politiker und von 1817 bis 1821 Gouverneur des Bundesstaates Rhode Island. Zwischen 1821 und 1841 vertrat er seinen Staat im US-Senat.

## Frühe Jahre und politischer Aufstieg
Nehemiah Rice besuchte die öffentlichen Schulen seiner Heimat. Im Jahr 1802 wurde er in das Repräsentantenhaus von Rhode Island gewählt. Nach einem Umzug nach Providence war er zwischen 1805 und 1811 Protokollführer am dortigen Berufungsgericht. Von 1812 bis 1817 übte er die gleiche Tätigkeit am Bezirksgericht aus. Gleichzeitig war er bei der Bundesfinanzbehörde Steuereinnehmer für den Staat Rhode Island. Im Jahr 1817 wurde Knight als Kandidat seiner Demokratisch-Republikanischen Partei gegen den Amtsinhaber William Jones zum neuen Gouverneur seines Staates gewählt.

## Gouverneur und US-Senator von Rhode Island
Nehemiah Knight trat sein neues Amt am 7. Mai 1817 an. Nachdem er in den folgenden Jahren jeweils in diesem Amt bestätigt wurde, blieb er bis zum 9. Januar 1821 Regierungschef von Rhode Island. Als Gouverneur setzte er sich für die Einführung eines allgemeinen öffentlichen Schulsystems ein. Auch die Frage der Erweiterung des Wahlrechts spielte in diesen Jahren in Rhode Island eine wichtige Rolle.
Nach dem Tod von US-Senator James Burrill wurde Knight als dessen Nachfolger in den Kongress gewählt. Daraufhin trat er als Gouverneur zurück. In den Jahren 1823, 1829 und 1835 wurde Nehemiah Knight jeweils als Senator betätigt. Während dieser Zeit hatte sich seine Partei aufgelöst; Knight war daraufhin zunächst Mitglied der National Republican Party und später der Whigs geworden. Insgesamt war er zwischen dem 9. Januar 1821 und dem 3. März 1841 US-Senator. Dort war er Vorsitzender des Ausschusses zur Kontrolle der laufenden Ausgaben sowie Mitglied des Handwerkerausschusses (Committee on Manufacturers).

## Weiterer Lebenslauf
Im Jahr 1843 war Knight Delegierter auf einer Versammlung zur Überarbeitung der Staatsverfassung von Rhode Island. Von 1817 bis 1854 war er Präsident der Roger Williams Bank. Nehemiah Knight starb am 20. April 1854. Er war mit Lydia Waterman verheiratet.